# Геза Мароці
Геза Мароці (угор. Maróczy Géza; 3 березня 1870, Сегед — 29 травня 1951, Будапешт) — угорський шахіст. Один з найкращих шахістів світу на початку XX сторіччя. Міжнародний гросмейстер (1950).

## Кар'єра
У шахи грав з 15-літнього віку. З 1891 виступав у клубних турнірах Будапешта, часто грав з Рудольфом Харузеком. 1895 року, за рекомендацією Емануїла Ласкера, виступив у міжнародному турнірі в Гастінґсі (побічний турнір), де посів 1-е місце (+8, −0, =3). 1896 виступив у Нюрнбергу (2 місце) і Будапешті (9-10 місця). Період 1900—1910 років був найуспішнішим у кар'єрі майстра: Лондон — 2—4-е місця; Відень (1899/1900) — 1-е; Париж (1900) — 3-4; Мюнхен — 1-3; Монте-Карло (1902 і 1904) — 1, 1903 — 2; Остенде (1905 і 1906) — 1-е і 2-е місця, відповідно; Бармен (1905) — 1; Карлсбад (1907) — 2; Відень (1908) — 1—3-є місця. Усього в ті роки (1900—1908) провів 189 партій, з яких програв тільки 17.
Після війни продовжував успішно виступати в турнірах. Найкращі результати: Амстердам (1922) — 1-е місце; Гастінгс (1923 і 1924) — 2-е і 1-е місця, відповідно; Карлсбад (1923) — 1-3-є; Нью-Йорк (1924) — 6; Будапешт (1932) — 1; Дрезден (1936) — 3-4-е місця. Тричі очолював збірну Угорщини на шахових олімпіадах.
За свою 40-літню кар'єру Мароці взяв участь у 63 турнірах, у понад половині з них потрапляв до першої трійки: перемоги (або поділені 1—2-е місця) у 14 турнірах, 2-е місце — в 16, 3-є — в 9 турнірах. Отримав багато призів за «найгарнішу партію», зокрема за перемоги над М. Чигоріном (Відень, 1903), Й. Гунсберґом (Монте-Карло, 1904), Дж. Блекберном (Остенде, 1906), М. Ейве (Схевенінген, 1923).
Великий вплив на розвиток шахового стилю Гези Мароці мали ідеї Зігберта Тарраша. Угорський майстер дуже добре розігрував ендшпілі, особливо ферзеві та коневі закінчення. Вніс нові ідеї в дебютну теорію: атака Мароці в сицилійському захисті.